# Mordekhaï Zeïra
 (septembre 2020).
Si vous disposez d'ouvrages ou d'articles de référence ou si vous connaissez des sites web de qualité traitant du thème abordé ici, merci de compléter l'article en donnant les références utiles à sa vérifiabilité et en les liant à la section « Notes et références ».
Mordechaï Zeïra (hébreu : מרדכי זעירא, né Dimitry Greben) (1905-1er août 1968) est un compositeur et auteur israélien de chansons de musique légère, originaire d'Ukraine. L'un des plus signifiants créateurs du genre zemer ivri (« chanson hébraïque ») qui a marqué pendant plusieurs dizaines d'années la musique israélienne populaire du XXe siècle. Il a composé souvent sur des vers des poètes israéliens contemporains comme Nathan Alterman, Yaakov Orland, Aharon Ashman et Alexander Pen.
On l'a surnommé parfois « le troubadour de la chanson hébraïque ».

## Biographie

### L'enfance et les années de jeunesse en Ukraine
Mordekhaï Zeïra naît à Kiev dans une famille juive, sous le nom Dimitry (Mordekhai) Greben. Dans son enfance, à la maison il put écouter des enregistrements de musique synagogale et folklorique juive dans l'interprétation des fameux chantres (hazzanim), qui se trouvaient dans la collection de son père mélomane. N'ayant pas les conditions matérielles pour cultiver sa passion pour la musique, il apprit à jouer sur un piano abandonné, sans avoir connu les notes.
Il étudia deux semestres à la faculté de mécanique de la Polytechnique de Kiev, mais à cause de sa pauvreté, interrompit les études et travailla dans une fabrique de chaussures.
En 1924 fut arrêté par les autorités communistes soviétiques à cause de son activité dans le mouvement de jeunesse sioniste socialiste Hachomer Hatzaïr. Mais réussit à recevoir le permis d'émigration et abandonna l'URSS pour s'établir, selon ses aspirations nationales, en Palestine (en hébreu Eretz Israël) qui était à l'époque sous régime mandataire britannique.

### En Palestine, ensuite Israël
À l'âge de 19 ans joignit le kibboutz Afikim (qui s'appelait à l'époque le kibboutz "Hachomer Hatzair URSS", dans des initiales russes "CCCP") en Basse Galilée, en travaillant dans la construction des chaussées, aussi comme cordonnier et pêcheur. Lorsque les membres de la commune mirent en scène un « opéra » hébraïque Carmela, Mordekhaï, qui s'appelait encore Mitya Greben ou bien Mitya "Masrek" (masrek étant la traduction en hébreu de son nom russe de famille, Greben, qui signifie « peigne »), dirigea un « orchestre » formée d'un concertina et de plusieurs harmonicas.
Après quelques mois les membres du kibboutz ont déménagé pour Afoula et y montèrent un autre spectacle, intitulé La Chemise bleue qui contenait le premier hit composé par le futur Mordekhai Zeira. La Chemise bleue connut une grande popularité parmi les jeunes socialistes juifs de Palestine. Cependant Mordekhai suivit un cours de chef de chœurs, ensuite Moshe Halévi, le fondateur du théâtre "Ohel" (la Tente) de Tel Aviv l'y invita pour apprendre l'art dramatique. Mais, après un an et demi, en 1927 Mordekhai Mitya Garban se décida de cesser la toute récente carrière d'acteur, et d'apprendre la composition, qui est devenue sa vraie vocation. Son maître fut le professeur Shlomo Rozovski de Jérusalem. Mordekhai travailla dans les carrières de la mer Morte et pendant ses loisirs allait suivre les leçons de musique à Jérusalem.
En 1928 il publia avec le poète Itzhak Shenhar une collection de chansons consacrées au pèlerinage à Jérusalem. Dans la même année, conseillé par Aharon Ashman, hébraïsa son nom de famille en Zeïra.
Pendant la Seconde Guerre mondiale Zeïra s'enrôla dans la Brigade juive de Palestine dans le cadre de l'armée britannique, et y organisa un ensemble musical juif "Me'eyn Ze" avec lequel il chanta devant les soldats sur les fronts du Proche-Orient et d'Europe de l'Ouest et du Sud, ainsi comme devant les détenus libérés des camps de concentration nazis et des camps de réfugiés. 
Au cours de sa vie Zeira s'est entretenu du travail de contrôleur de compteurs, salarié de la Compagnie israélienne d'électricité.

## L'activité de compositeur
Les chansons de Zeira intègrent des influences européennes et orientales, liées aux chansons chassidiques et aux chansons russes et ukrainiennes qu'il connaissait de son enfance. Elles sont accessibles, ayant tant un charme mélodique qu'une qualité poétique à part.
Zeira était au courant des évènements tumultueux du pays, qui se reflètent dans unes de ses chansons.
Par exemple, la chanson Cinq sont partis pour construire évoque la mémoire de cinq travailleurs juifs tombés tués par des ennemis, et qui ont donné leur nom au kibboutz Maalé Hahamisha (La Colline des Cinq). Autre mélodie, fameuse en Israël, la berceuse Layla layla (Nuit, nuit), sur des vers de Nathan Alterman, a été écrite pendant les jours d'état de siège décrété par les autorités britanniques, et la chanson Sur les collines de Sheikh Abrek ressuscite le souvenir de la mort héroïque du garde juif Alexander Zaïd.
Étant salarié de la Compagnie électrique d'Israël, il composa aussi une chanson sur le fondateur entré en légende de cette-là, Pinhas Ruthenberg : Le Vieil Homme de Naharaiym ou La Chanson du réseau.

## Prix et distinctions
- 1952 : prix Elkoni (décerné avec les prix Engel pour musique culte) pour musique populaire

## Sources et références
- Wikipédia en hébreu
- Écoutez les chansons de Zeira su le site israélien Zemereshet
- une biographie de Zeïra sur le site israélien Nana
- textes  en hébreu des mélodies de Zeïra sur le site Shironet
- chapitres de l'histoire de la chanson hébraïque par Yossef Spivak
- Layla Layla chanté par Esther Ofarim 1972
- Sur les collines Shekh Abrek- texte : Alexander Pen, solistes : Esther et Avi Ofarim, 1964
- Shir Hareshet, La Chanson du réseau, avec portrait de Pinchas Ruthenberg et images du chantier de la centrale électrique de Nahariym